# Joseph Henabery

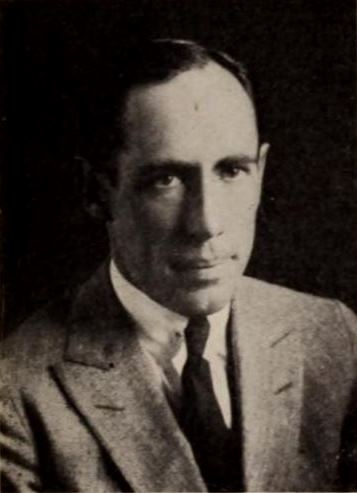
Joseph Henabery (1919)

Joseph Henabery (* 15. Januar 1888 in Omaha, Nebraska; † 18. Februar 1976 in Woodland Hills, Kalifornien) war ein US-amerikanischer Filmregisseur, Schauspieler, Drehbuchautor und Filmproduzent.

## Leben und Karriere
Nach einer ersten Anstellung als Eisenbahnarbeiter gelangte Joseph Henabery im Jahre 1914 in die junge Filmindustrie. Zunächst war er ausschließlich als Schauspieler beschäftigt, so verkörperte er Abraham Lincoln in Die Geburt einer Nation (1915) und einen französischen Admiral in Intoleranz (1916), jeweils unter Regie von David Wark Griffith. Bei beiden Filmen war er außerdem als Assistenzregisseur beschäftigt. Sein Auftritt als Abraham Lincoln – für 35 US-Dollar die Woche – funktionierte nur durch aufwendige Tricks und intensives Make-Up, schließlich war er deutlich kleiner und zum Drehzeitpunkt fast dreißig Jahre jünger als der echte Lincoln bei seiner Ermordung. In den folgenden Jahren begann Henabery als eigener Regisseur bei Filmstudios wie First National, Ince Studios und Famous Players Lasky zu arbeiten. Als Regisseur drehte er mit einigen der größten Stars seiner Zeit, darunter Douglas Fairbanks senior bei His Majesty, the American (1919), Roscoe Arbuckle bei Brewster's Millions (1921) und Rudolph Valentino bei Cobra (1925). Bei einigen Filmen war er auch als Drehbuchautor beschäftigt, und bei seinem eigenen Film The Love Trader (1930) mit Leatrice Joy fungierte er zusätzlich als Produzent.
Wegen einer Tuberkulose-Erkrankung konnte Henabery 1925 für fast ein Jahr nicht arbeiten, was einen Karriereknick bedeutete, da ihn anschließend keines der großen Studios mehr verpflichten wollte – er hatte sich in der Vergangenheit mit mächtigen Studiobossen wie Louis B. Mayer und Adolph Zukor angelegt, die ihn nun auf eine Art „Schwarze Liste“ setzten. Anschließend drehte er vor allem Kurzfilme, gelegentlich auch Low-Budget-Filme, für Poverty-Row-Filmstudios. Er war unter anderem für musikalische Kurzfilme mit Starmusikern wie Vincent Lopez, Jimmie Lunceford und Don Redman verantwortlich. Außerdem führte er bei mehreren Kurzfilm-Krimis mit Donald Meek in der Hauptrolle Regie. Henaberys letzte von insgesamt 200 Regiearbeiten war der von der US-Army produzierte Kurzfilm Shades of Gray aus dem Jahre 1948.
Joseph Henabery verstarb 1976 im Alter von 88 Jahren. Er war zweimal verheiratet: Von 1918 bis 1922 mit Maceal Nolan sowie von 1924 bis zu seinem Tod mit Lillian Nolan.

## Filmografie (Auswahl)

### Als Darsteller
- 1914: The Niggard
- 1915: Die Geburt einer Nation (The Birth of a Nation) auch Assistenzregisseur, Schnitt
- 1916: Intoleranz (Intolerance) auch Assistenzregisseur

### Als Regisseur
- 1916: Children of the Feud
- 1917: Der Wilde Westen (Wild and Woolly) (Assistent)
- 1919: His Majesty, the American
- 1921: Brewster's Millions
- 1922: Der Farmerkönig (Making a Man)
- 1924: Die Bluthochzeit der Castros (A Sainted Devil)
- 1925: Cobra
- 1930: The Love Trader auch Produzent
- 1932: The Trans-Atlantic Mystery
- 1932: The Studio Murder Mystery
- 1934: Don Redman & His Orchestra
- 1935: Johnny Green & His Orchestra
- 1936: Double or Nothing
- 1936: Jimmie Lunceford and His Dance Orchestra
- 1937: Movie-Mania
- 1939: Public Jitterbug No. 1
- 1939: Vincent Lopez and His Orchestra
- 1943: Leather Burners
- 1948: Shades of Gray